# Villa Miralago - Excelsior

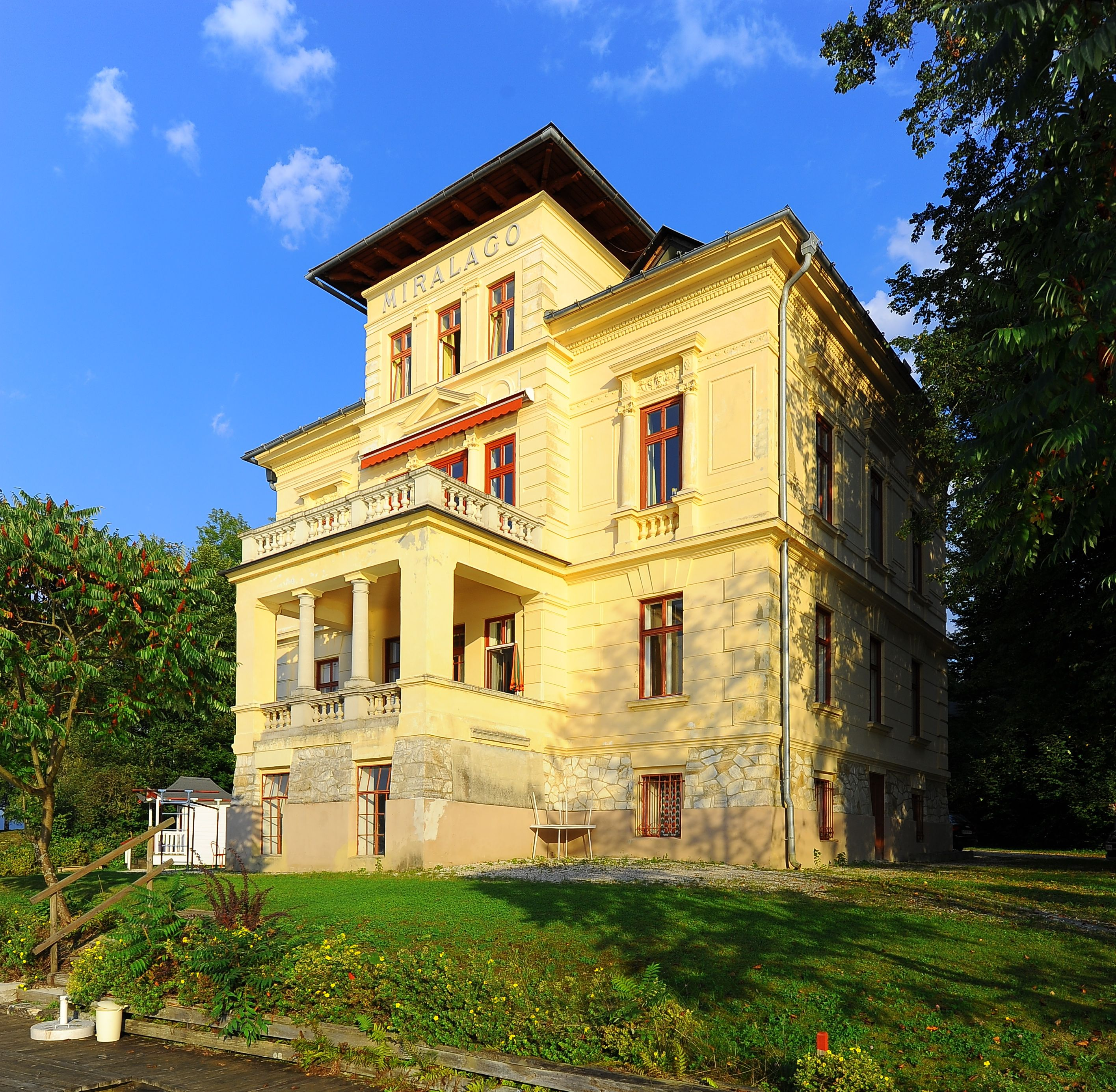
Villa Miralago

Die Villa Miralago liegt am Südufer des Wörthersees auf dem Gebiet der Gemeinde Velden am Wörthersee in Kärnten. Der zweigeschoßige Bau wird akzentuiert von einem dreigeschoßigen Risalit. Das Eingangsportal ist von Säulen flankiert. Die architektonische Gestaltung nimmt Bezug auf palladianische Villenbauten.

## Geschichte
Die Villa Miralago wurde 1902 erbaut. Bauherr der Villa war der Wiener Rechtsanwalt Theodor Neustadtel (1842–1908), der im Stil der damals beliebten Villen-Hotels vier Villen errichten ließ: „Villa Anna“, erbaut 1894 (heute: Cap Wörth, ÖGB), „Villa Neustadtel“, erbaut 1895 (heute: Villa Augsdorf), „Villa Miralago“, erbaut 1902 und die „Villa Excelsior“ (erbaut 1905, 1976 abgerissen). Dieses Villenensemble war wohl eines der schönsten in Velden am Wörthersee. Die Villen wurden erst als Pension und später als Hotel geführt und waren unter dem Namen „Excelsior“ bekannt. Vor dem Ersten Weltkrieg wurde die Villa Anna verkauft. 1919/1920 hielten sich die Mitglieder der Plebiszitkommission für die Kärntner Volksabstimmung zeitweise in der Villa Miralago auf, darunter wohl auch Prinz Livio Borghese, der 1922 die daneben liegende „Villa Anna“ kaufte. Die Besitzer des Excelsior errichteten in den 1920er Jahren eine weitere Villa, die „Villa 4“, auf dem Gelände des Excelsior. Am 10. Juli 1934 verübten Kärntner Nationalsozialisten ein Bombenattentat auf das Hotel.
Nach dem Anschluss wurde das Hotel Excelsior arisiert. In der Nachkriegszeit erhielt die Familie das Hotel zurück. Im Sommer 1947 wurde das Excelsior wiedereröffnet und nahm als einziges Kärntner Hotel an der sogenannte „Ausländeraktion“ teil, der Stelle für Wiederaufbau des österreichischen Fremdenverkehrs. Von 1949 bis 1961 führte das Österreichische Verkehrsbüro das Hotel gemeinsam mit der Familie. Im Jahr 1961 übernahm die Familie wieder die alleinige Leitung des Hotels. In einer Nacht Ende Februar 1969 wurden die „Villa Excelsior“, die „Villa 4“ sowie Küche, Speisesaal und Bar von Unbekannten komplett vandalisiert. Ein weiterer Betrieb war nicht möglich. In den folgenden Jahren musste die Familie das Excelsior und einen Teil der Villa Miralago verkaufen.

## Hotel und Appartements
Die Villa Miralago ist ein Schmuckstück großbürgerlicher Villenarchitektur der Jahrhundertwende. Die Lage und der herrliche Panoramablick über den Wörtherseebilden die Grundlage „klassischer“ Sommerfrische. Nach dem frühen Tod des Erbauers, übernahm seine Tochter den Betrieb. Ab den 1910er Jahren war die Villa Miralago Teil des Hotelkomplexes „Excelsior“, einem der führenden Hotels in Velden. Im Jahr 1927 gehörte das „Excelsior“ zu den Stiftern des ersten Kärntner Golfklubs in Dellach. Nach der Arisierung und Rückstellung zählte das Hotel erneut zu den schönsten Hotels in Velden. In Anschluss an die Zerstörung im Jahr 1969 konnte der Betrieb nur mit einigen Zimmern weitergeführt werden. Um 1980 wurden die verbliebenen Zimmer zu Appartements umgebaut. Das Haus zählt zu den letzten erhaltenen Beispielen der berühmten Wörthersee-Architektur in Velden.